# The Burden of Proof
The Burden of Proof is een stomme film uit 1918 onder regie van John G. Adolfi en Julius Steger. De film is gebaseerd op het toneelstuk Dora van Victorien Sardou. Marion Davies, die de hoofdrol in de film heeft, kreeg matige kritieken voor haar rol in de film.

## Verhaal
Elaine is een jongedame die in Washington, D.C. verliefd wordt op staatsman Robert. Nadat zijn familie hun fortuin had verloren, werd Roberts moeder gedwongen een column te schrijven voor een krant. De eigenaar van de krant is de Duitse spion William Kemp. Deze dwarsboomt Elaine's relatie met Robert door haar te ogen als een spionne. Als Robert er vlak voor hun huwelijk overtuigd van raakt dat Elaine een spionne is, blaast hij de bruiloft af.

## Cast
| Acteur           | Personage       |
| ---------------- | --------------- |
| Marion Davies    | Elaine Brooks   |
| John Merkyl      | Robert Ames     |
| Fred Hearn       | William Kemp    |
| Mary Richards    | Elaine's moeder |
| L. Rogers Lytton | George Blair    |